# Nebria kaszabi
Nebria (Pseudonebriola) kaszabi – gatunek chrząszcza z rodziny biegaczowatych, podrodziny Nebriinae i plemienia Nebriini.
Gatunek ten opisany został w 1982 roku przez Wiktora G. Szylenkowa na podstawie pojedynczego okazu z Ałtaju. Według Dudko i Matalina gatunek ten, wraz z sajano-ałtajskimi N. sajanica, N. kerzhneri, N. medvedevi, N. dabanensis i N. stanislavi należy do grupy gatunków Nebria (Boreonebria) sajanica w obrębie podrodzaju Boreonebria. Według wcześniejszych autorów gatunek ten klasyfikowany był w środkowoazjatyckiej grupie gatunków Nebria schrenki w obrębie podrodzaju Boreonebria lub w podrodzaju Pseudonebriola. W podrodzaju Pseudonebriola gatunek ten figuruje w Carabidae of the World.
Mały, pozbawiony metalicznego połysku chrząszcz o owalnych pokrywach i wąskim, silnie lecz jednolicie zakrzywionym edeagusie. W obrębie swojej grupy charakteryzuje się: trzonkiem czułka tak długim jak trzeci jego segment lub od niego krótszym, opatrzonym zwykle jedną lub dwoma szczecinkami przed wierzchołkiem; przedpleczem słabiej zwężonym ku nasadzie niż u N. stanislavi i o bokach wyraźnie obrzeżonych przed nasadą; nasadową częścią endophallusa opatrzoną grzbietowymi i brzusznymi guzkami.
Chrząszcz palearktyczny, znany z Mongolii i Rosji. W Rosji zasiedla południowy, południowo-zachodni, środkowy i wschodni Ałtaj.